# Человеческая многоножка 2
«Человеческая многоножка 2» (англ. The Human Centipede II (Full Sequence)) — снятый нидерландским режиссёром Томом Сиксом в 2011 году боди-хоррор. Является продолжением фильма 2009 года «Человеческая многоножка». В 2015 году вышла третья часть франшизы, объединяющая два предыдущих фильма в одну вселенную.

## Сюжет
Невысокий толстый умственно отсталый астматик Мартин живёт со своей властной и эмоционально унижающей матерью, которая обвиняет его в том, что его отца посадили в тюрьму за физическое и сексуальное насилие над Мартином, когда он был мальчиком. Доктор Себринг, психиатр Мартина, также неуместно прикасается к нему и прописывает ему тяжелые лекарства. У Мартина есть домашняя многоножка, которую он радостно кормит насекомыми.
Мартин приобретает темный склад после убийства арендодателя по имени Джейк и начинает похищать людей, чтобы использовать их для своей человеческой многоножки. Среди его жертв: Ян, агрессивный молодой человек и его девушка Ким; Алан, человек, который жалуется на то, что в банкомате нет наличных; Тим, богатый темнокожий мужчина, и его беременная жена Рэйчел, у которых есть малыш, которого Мартин оставляет на заднем сиденье их машины целым и невредимым; Валери и Кэрри, две пьяные девушки, которые ловят Мартина на самоудовлетворении с наждачной бумагой на сцену из оригинального фильма. Когда мать Мартина находит и уничтожает его альбом для вырезок, Мартин насильно засовывает её голову в аквариум, позволяя своей любимой многоножке ущипнуть её за лицо, а затем убивает её, пробив ей череп ломом. Затем он заманивает на место происшествия своего ненавистного соседа Дика, стреляет и похищает его. После этого, Мартин пересматривает фильм и при его просмотре у него случается казус. Позже Мартин ловит доктора Себринга и таксиста по имени Пол, занимающихся сексом с проституткой по имени Кенди, и убивает Себринга, прежде чем похитить Пола и Кенди. Окончательной жертвой Мартина является Эшлинн Йенни, актриса, которая играла Дженни в первом фильме. С двенадцатью жертвами Мартин начинает собирать свою «сороконожку». Он перерезает связки в коленях каждого человека, чтобы не дать им сбежать, и выбивает им зубы молотком.
Потом Мартин разрезает ягодицы одной из своих жертв, Алана, в результате чего тот истекает кровью. В быстром изменении плана вместо реальных хирургических инструментов он использует скобяной пистолет и клейкую ленту, чтобы прикрепить губы каждого человека к ягодицам следующего человека. В процессе сборки Рэйчел кажется умершей; расстроенный Мартин относит её тело в угол. «Человеческая многоножка» Мартина в конечном итоге составляет десять человек с Эшлинн впереди. После выполнения грубой процедуры Мартин начинает экспериментировать. Он ставит перед Эшлинн миску с собачьим кормом, как это делал доктор из первой части, но та с гневом отшвыривает её в сторону. Тогда Мартин хватает голову Эшлинн, вводит ей в горло трубку с воронкой на конце и кормит насильно. После этого звонит мобильный телефон Мартина, он отвечает на звонок, а Эшлинн начинает истошно кричать. Обеспокоенный Мартин, чтобы заставить Эшлинн замолчать, вырывает ей язык плоскогубцами. Затем он вводит каждой жертве шприцом слабительное, заставляя каждого из них взрывным образом опорожнить кишечник в рот человека позади них, что заставляет Мартина радостно смеяться, прежде чем его рвет от отвращения. После паузы, он затем оборачивает свои гениталии колючей проволокой и насилует Ким (которая — в конце его «многоножки»). В момент насилия у казавшейся мёртвой Рэйчел вдруг начинаются роды, она просыпается, с криком выбегает наружу, прыгает в машину одной из жертв и рожает ребёнка. Мартин бросается за ней в погоню, но ей всё же удаётся сбежать. В это время на складе Дик отрывает своё лицо от ануса Яна, разрывая ему ягодицы и разделяя «многоножку» на две половины. Вернувшийся Мартин, разъяренный тем, что его многоножка уничтожена, начинает стрелять во всех жертв по очереди, а когда у него заканчиваются боеприпасы, он перерезает горло оставшимся жертвам. Когда в живых остается только Эшли, он подходит к ней и внезапно останавливается и становится перед ней на колени. Она бьет его кулаком, а когда он падает на пол, она затем вставляет воронку в его анус и роняет в неё его любимую сколопендру. В агонии Мартин бьет Эшлинн ножом в шею и убегает со склада. После этого Эшлинн слегка двигается и затихает. Следующая сцена возвращается к тому, что Мартин вновь смотрит титры «Человеческой многоножки» на своем ноутбуке, с точно такой же реакцией, как и в исходной сцене. Однако на заднем плане слышен плач малыша, оставшегося в машине после предыдущих похищений.

## Актёрский состав
- Лоуренс Р. Харви — Мартин Ломакс
- Эшлинн Йенни — камео / Звено 1
- Мэдди Блэк — Кэнди / Звено 2
- Кэндис Кейн — Керри / Звено 3
- Гейб Керр — Пол / Звено 4
- Лукас Хансен — Айан / Звено 5
- Ли Николас Харрис — Дик / Звено 6
- Дэн Бурман — Грег / Звено 7
- Даниэль Джуд Геннис — Тим / Звено 8
- Георгия Гудрик — Валерия / Звено 9
- Эмма Локк — Ким / Звено 10
- Катерина Teмплар — Рейчел, беременная женщина.
- Петер Бланкенстейн — Алан
- Вивьен Бридсон — миссис Ломакс, мать Мартина
- Билл Хатченс — доктор Себринг, психиатр Мартина
- Петер Чарлтон — Джейк

## Производство
Изначально фильм снят на цветную плёнку, но позднее был переделан в черно-белом стиле. Главный антагонист фильма Мартин в исполнении Лоуренсий Р. Харви не говорит ни слова, за исключением нескольких смешков и вскриков. Во второй половине фильма почти нет диалогов, кроме криков и мычания.

## Критика
Рейтинг фильма на Rotten Tomatoes составляет 29 % на основе 83 рецензий со средним баллом 3,28 из 10.
Фильм был запрещён в Великобритании BBFC и Австралии из-за его содержания.